# Haagse Aquarellisten
Haagse Aquarellisten is een Nederlandse kunstenaarsvereniging, die in 1955 werd opgericht door negen Haagse kunstenaars, meest leden van Pulchri Studio. De reden tot oprichting kwam voort uit de behoefte van deze kunstenaars om zich aaneen te sluiten en door gezamenlijk exposeren het bezig zijn met waterverf onderling te stimuleren.
De oprichters waren: Herman Bogman, Cees Bolding, Agnes van den Brandeler, Willem van Dijk, Paul van Eeden, Piet Heldoorn, Han Krug, Ronald T. Lindgreen en Carl Niekerk.
Na een bestaan van bijna 40 jaar werd op 11 december 1994, wegens gebrek aan vernieuwende ideeën, in de sociëteit van Pulchri Studio de opheffingsvergadering gehouden.
Bij het 25-jarig jubileum van de Haagse Aquarellisten op 5 januari 1980 waren onder anderen lid: 
Kees Andrea, Theo Bitter, Grada Bouman, Peter van Boxtel, Rudolf de Bruyn Ouboter, Jan Burgerhout, Jenny Daalenoord, Claudine Doorman, Paul van Eeden, Jan Goedhart, Jurjen de Haan, Wibbo Hartman, Frida Holleman, Els Hoogendoorn, Charles Kemper, Ad Kikkert, Miep de Leeuwe, Phemie Lindgreen, Ronald T. Lindgreen, Willy Rieser, Sierk Schröder en Jan van Spronsen.
Ook Jeanne Bieruma Oosting, Willem Jans Dijk, Theodoor Heynes, Otto B. de Kat, Charles Kempers zoon Maarten Kemper, Ad Kroeze, Carl van Niekerk, Joop Sjollema en Arnold Niessen (de laatste voorzitter) zijn lid geweest van de vereniging Haagse Aquarellisten.

## Tentoonstellingen
(onvolledige lijst)

- 1961, Panorama Mesdag in Den Haag
- 1962, Panorama Mesdag in Den Haag; Hengelose Kunstzaal; Stedelijk Museum in Amsterdam; Alkmaars Stedelijk Museum
- 1964, Gemeentemuseum Den Haag
- 1965, Museum Gouda
- 1978, De Tamboer in Hoogeveen
- 1980, Pulchri Studio in Den Haag
- 1982, Pulchri Studio; Hardenberg; Epe
- 1983, Pulchri Studio
- 1990, Drents Museum in Assen
- 1994, Pictura in Groningen